# Ghezzi & Brian SuperTwin 1100
La SuperTwin 1100 è una motocicletta da strada, la prima prodotta dalla casa italiana Ghezzi & Brian.

## Progettazione e produzione
Si tratta della versione da strada della SuperTwin, che conquistò il campionato Supertwins nel 1996, vincendo 9 delle 32 prove in calendario.
Presentata nel 2000, rimase in produzione fino al 2013.

## Caratteristiche tecniche
Come le altre motociclette prodotte dalla casa di Missaglia, la SuperTwin 1100 monta un propulsore Moto Guzzi, un bicilindrico a V longitudinale da 1.064 cm³. Il telaio è un monotrave in acciaio a motore portante. La trasmissione è a cardano. All'anteriore monta una forcella Paioli a steli rovesciati da 41 mm, mentre al posteriore un monoammortizzatore Öhlins regolabile.